# East India House

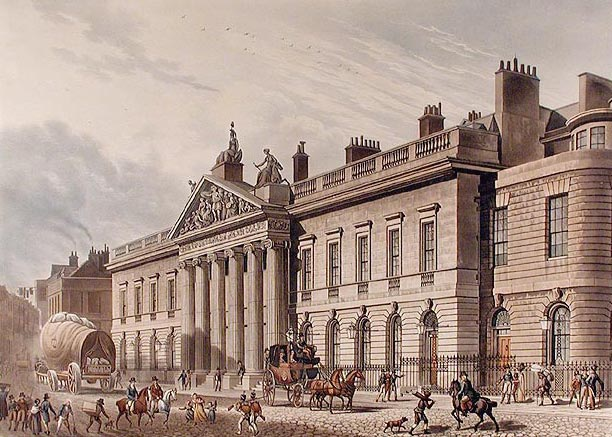
Het East India House, door Thomas Shepherd, circa 1817.

Het East India House in Leadenhall Street in de City of London in Engeland was het hoofdkantoor van de Britse Oost-Indische Compagnie. Het werd gebouwd door Richard Jupp in 1799-1800 als uitbreiding van een kleiner huis uit 1726. Van hieruit werd het Indiase subcontinent bestuurd totdat de Britse regering de bezittingen van de Compagnie overnam op 1 november 1858. Het stond ook bekend als het India House.
In 1701 sloot de compagnie een contract met William Craven van Kensington voor de huur van zijn huizen in Leadenhall Street en het aanpalende Lime Street voor 100 pond per jaar. De eerste theeveiling werd gehouden in Craven House in 1706. In 1726 werd het huis herbouwd en in 1799 vergroot. Het laatste gebouw had een gevel van 61 meter lang.
De Court of Directors vergaderde in de Court Room, dat werd geprezen om zijn vergulde ornamenten en grote spiegels. De ruimte zou een kubus van 9 meter hoog zijn geweest. De Court of Proprietors kwam samen in de General Court Room. Het publiek kon daar de gang van zaken volgen vanaf een galerij, en er stonden zes grote standbeelden van personen die belangrijk bijdroegen aan het tot stand komen van de Britse heerschappij over India, Robert Clive, Warren Hastings, Charles Cornwallis, Eyre Coote, generaal Lawrance en George Pocock. In 1843 was de verwachting "that the statue of the Marquis Wellesley will be placed in the vacant space in the middle". In een van de zalen bevond zich een beroemde plafondschildering uit 1778 van de Italiaanse kunstschilder Spiridione Roma, The East Offering Its Riches To Britannia. De bibliotheek in het gebouw bezat alles wat in druk verschenen was over Azië. James Mill werkte hier van 1806 tot 1817 aan zijn driedelige History of India. Er was ook een museum ingericht met Indiase curiosa.
Het koloniale gebouw werd verkocht en afgebroken in 1861. Het meubilair en de kunstwerken verhuisden naar Whitehall voor de inrichting en aankleding van het India Office. Op de plek van het oude gebouw werd in 1928 het eerste eigen hoofdkantoor voor de Lloyd's of London geopend, en in 1986 het futuristische Lloyd's Building van architect Richard Rogers.